# Kronstorf
Kronstorf osztrák mezőváros Felső-Ausztria Linzvidéki járásában. 2020 januárjában 3552 lakosa volt. 

## Elhelyezkedése

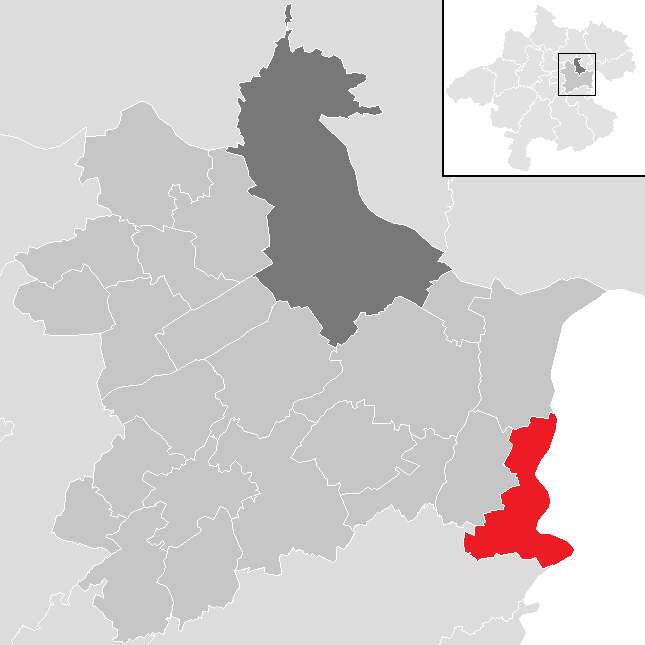
Kronstorf a Linzvidéki járásban

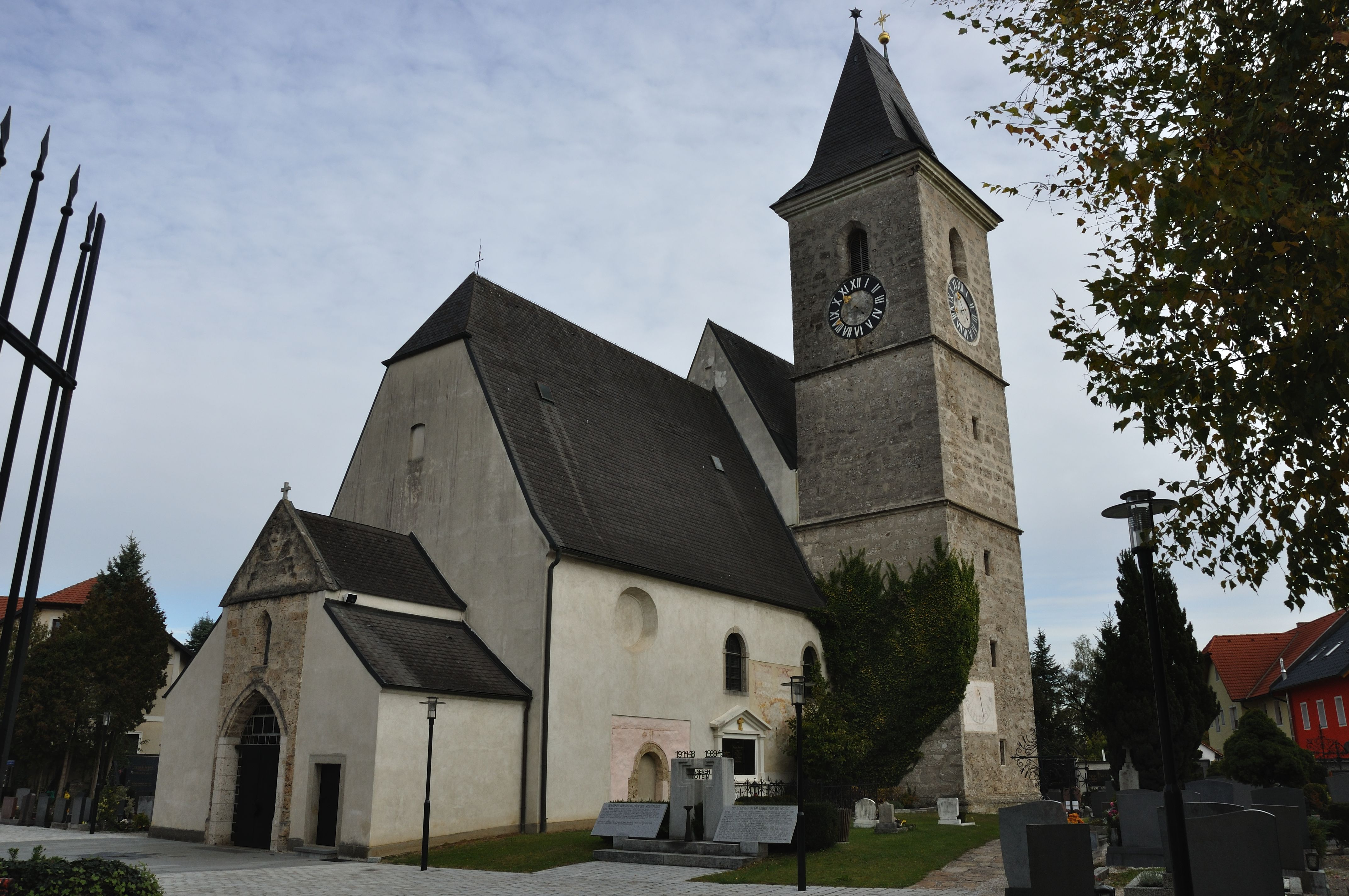
A Szt. Bertalan és Szt. Katalin-plébániatemplom

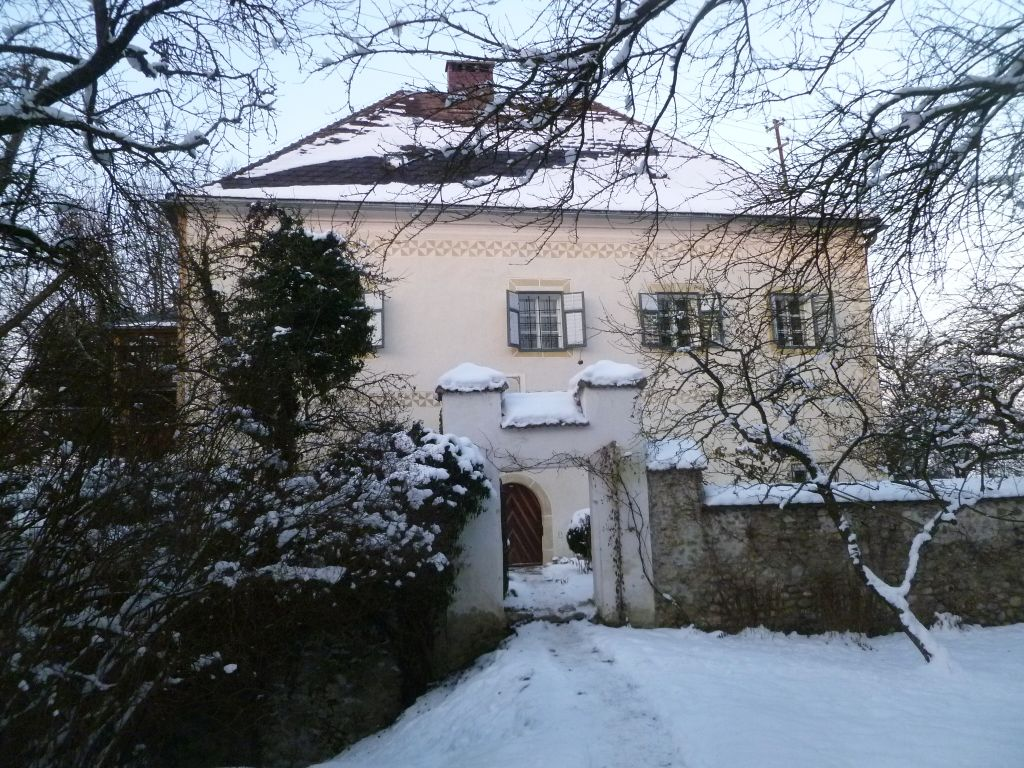
A schiefereggi kastély

Kronstorf a tartomány Traunviertel régiójában fekszik az Enns folyó bal partján. Területének 14%-a erdő, 72% áll mezőgazdasági művelés alatt. Az önkormányzat 12 településrészt, illetve falut egyesít: Dörfling (8 lakos 2020-ban), Kronstorf (1680), Kronstorfberg (37), Plaik (253), Pühring (32), Schieferegg (31), Schmieding (139), Stallbach (67), Teufelsgraben (39), Thaling (789), Unterhaus (455) és Winkling (22).  
A környező önkormányzatok: délnyugatra Dietach, nyugatra Hargelsberg, északra Enns, északkeletre Sankt Valentin, keletre Ernsthofen, délkeletre Haidershofen (utóbbi három Alsó-Ausztriában).  

## Története
Kronstorfot 834-ben említik először, "Granesdorf" néven. A faluban a nemességnek és a passaui püspöknek egyaránt voltak birtokai. A térség eredetileg a Bajor Hercegség keleti határvidékéhez tartozott; a 12. században került át az Osztrák Hercegséghez. 1485-1490 között az Ennsen túli Ernsthofent megszálló magyar csapatok intéztek támadásokat Kronstorf környékére, sőt Schieferegg várát is elfoglalták. 1490-ben az Osztrák Hercegség felosztásakor Kronstorf az Ennsen túli Ausztria hercegségébe került. 
Kőszeg 1532-es ostromakor a portyázó törökök kifosztották és felgyújtották a falut, a lakosság nagy részét elhurcolták. Az osztrák örökösödési háborúban, 1741-ben francia és bajor csapatok szállták meg a települést. Napóleon 1805-ben szintén elfoglalta Kronstorfot és állítólag a mai Gasthof Rahoferben töltött egy éjszakát. 
A második világháborúban a besorozott katonákon kívül 62 civil kronstorfi vesztette életét. Az amerikaiak 1945. május 6-án szállták meg a községet. Az 1955-ig tartó megszállás során is jelentős erőket állomásoztattak a térségben, mert az Enns volt az amerikai és szovjet megszállási zónák határa. Egy középhullámú rádióátjátszóállomást is létesítettek, melynek 274 m magas antennája akkor Ausztria legmagasabb épülete volt.    
Kronstorfot 1981-ben emelték mezővárosi rangra.  

## Lakosság
A kronstorfi önkormányzat területén 2020 januárjában 3552 fő élt. A lakosságszám dinamikusan növekszik, 1939 óta közel háromszorosára duzzadt. 2017-ben a helybeliek 89,9%-a volt osztrák állampolgár; a külföldiek közül 1,4% a régi (2004 előtti), 5,3% az új EU-tagállamokból érkezett. 2,8% a volt Jugoszlávia (Szlovénia és Horvátország nélkül) vagy Törökország, 0,6% egyéb országok polgára volt. 2001-ben a lakosok 84,2%-a római katolikusnak, 3,6% evangélikusnak, 3% mohamedánnak, 7,4% pedig felekezeten kívülinek vallotta magát. Ugyanekkor 10 magyar élt a mezővárosban; a legnagyobb nemzetiségi csoportokat a német (94,6%) mellett a horvátok (1,3%) és a bosnyákok (1%) alkották. 
A népesség változása:

| 2016 | 3 228 |
| 2018 | 3 389 |

## Látnivalók
- a gótikus Szt. Bertalan és Szt. Katalin-plébániatemplom
- az Anton Bruckner-múzeum a volt iskolaépületben, ahol a híres komponista egy ideig dolgozott
- a schiefereggi kastély

## Testvértelepülések
- Bourth (Franciaország)

## Fordítás
- Ez a szócikk részben vagy egészben  a   Kronstorf című német Wikipédia-szócikk ezen változatának fordításán alapul.  Az eredeti cikk szerkesztőit annak laptörténete sorolja fel. Ez a jelzés csupán a megfogalmazás eredetét és a szerzői jogokat jelzi, nem szolgál a cikkben szereplő információk forrásmegjelöléseként.